# This Heat (album)
Pour le groupe, voir This Heat.
Albums de This Heat
Health And Efficiency
(1980)
This Heat est le premier album du groupe anglais This Heat, sorti en septembre 1979.

## Enregistrement et production
L'enregistrement de l'album fut très long, car les musiciens, sans cesse en concerts, mettront près de deux ans avant de terminer leur œuvre, enregistrée d'ailleurs dans plusieurs studios d'enregistrements différents. Le groupe y développe une musique jamais entendue auparavant, très axé sur l'ambient, et expérimente de nombreuses techniques d'enregistrements telle que la musique pour bande ou le looping. Il n'y a pratiquement pas de chants, donnant à l'album un caractère encore plus hostile et inaccessible, constratant avec la pochette, d'un bleu pur et intense.
L'album rencontre un petit succès dans les milieux underground londoniens, et est très vite considéré par les critiques comme un chef-d'œuvre du rock expérimental. Cependant, l'album se vend peu, et le groupe abandonne le style de ce dernier, se tournant résolument vers le post-punk, avec leur second et dernier album, Deceit. L'album est ressorti en version remasterisée en 2006.

## Titres de l'album
- Testcard – 0:47
- Horizontal Hold – 6:56
- Not Waving – 7:26
- Water – 3:10
- Twilight Furniture – 5:06
- 24 Track Loop – 5:57
- Diet of Worms – 3:09
- Music Like Escaping Gas – 3:40
- Rainforest – 2:55
- The Fall of Saigon – 5:10
- Testcard – 3:11

## Musiciens
- Charles Bullen (chant/guitare/clarinette/batterie/enregistrement)
- Charles Hayward (chant/batterie/claviers/guitare/basse/enregistrement)
- Gareth Williams (chant/basse/claviers/enregistrements)